# Jarbas Lopes
Jarbas Lopes (Nova Iguaçu, 1964) is een Braziliaanse beeldhouwer, installatie- en performancekunstenaar.

## Leven en werk
Lopes werd geboren in de voorstad Nova Iguaçu van Rio de Janeiro. Hij studeerde beeldhouwkunst aan de Escola de Belas Artes van de Universidade Federal do Rio de Janeiro. Lopes nam deel aan de Biënnale van São Paulo van 2006. Hij exposeert in Zuid-Amerika, de Verenigde Staten en Europa (onder andere in Spanje en Engeland). Naast installaties maakt hij werken op papier.
De kunstenaar woont en werkt in Maricá in de deelstaat Rio de Janeiro.

## Enkele werken
- Troca-Troca (2002), Beeldenpark van het Centro de Arte Contemporânea Inhotim in Brumadinho
- Cicloviaérea (2003/04) (uit de serie "Cicloviaérea" 2001-2007), Centro de Arte Contemporânea Inhotim
- O bem e entendido (2006)
- CO2 CO2 (2008),[2] tijdens het Carnaval van Rio 2008
- Casulos para uma Nova Geração Hamana (2009)
- A Montanha Nã (2009)